# Mary Halvorson

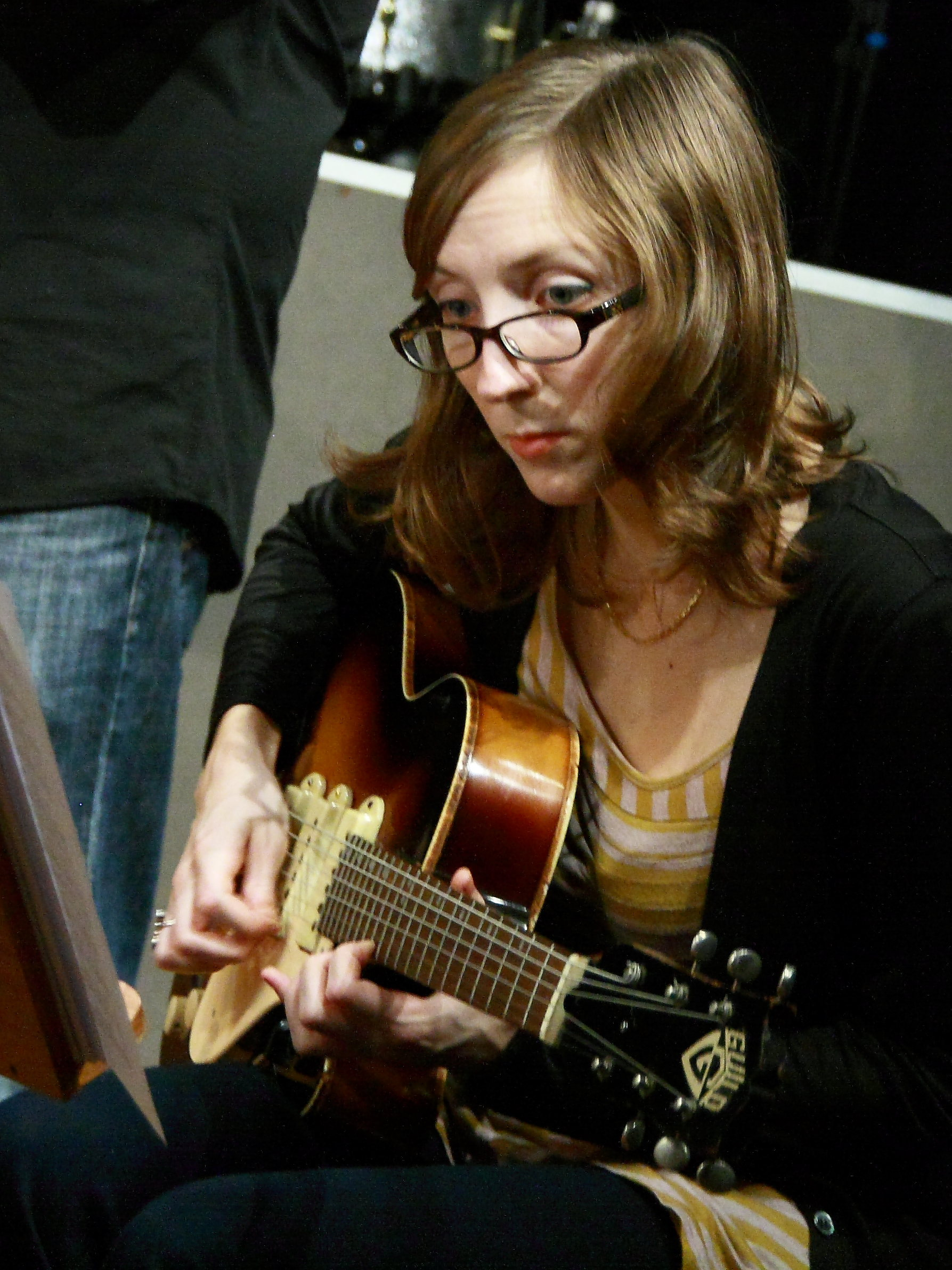
Mary Halvorson (Niederstetten, 2011)

Mary Halvorson (* 16. Oktober 1980 in Boston) ist eine amerikanische Gitarristin und Komponistin des Creative Jazz und der Neuen Improvisationsmusik.

## Leben und Wirken
Halvorson studierte an der Wesleyan University und dann bis 2002 an der New School. In New York City gründete sie ihr eigenes Trio und Quintett. Außerdem leitet sie ein kammermusikalisches Duo mit der Geigerin Jessica Pavone und mit dem Schlagzeuger Kevin Shea die Avant-Rock-Band People. Sie ist langjähriges Mitglied der Formationen von Anthony Braxton und trat mit Tim Berne, Stephan Crump, Trevor Dunn, Tony Malaby, Myra Melford, Nicole Mitchell, Jason Moran, Marc Ribot, Matana Roberts, Elliott Sharp, John Tchicai, Ingrid Laubrock und Tom Rainey (Combobulated 2019) auf. Mit Braxton und mit Taylor Ho Bynum konzertierte sie ebenso wie mit der eigenen Combo in Europa (Quartet (Mestre) 2008). Mit Ribot, Jamaaladeen Tacuma und Calvin Weston bildete sie das Projekt The Young Philadelphians, das sich der 1970er-Jahre-Soul-Szene von Philadelphia widmete.
Seit der Veröffentlichung von Dragon’s Head (2008) gilt sie als die „wahrscheinlich originellste Jazzgitarristin“, die ihre Karriere in der letzten Dekade begonnen hat (Peter Margasak, Chicago Reader) und „derzeit frischeste, beschäftigtste, am stärksten von der Kritik beachtete Gitarristin“ der New Yorker Downtown-Szene (Howard Mandel, Jazz Beyond Jazz). „Der stilistischen Beliebigkeit entkommt die Gitarristin dabei vor allem mit ihrer sehr eigenständigen Klangästhetik, die harsch ist, kraftvoll und komplex“ (Julia Neupert, SWR2). Sie wurde weiterhin von Tomeka Reid (Old New, 2019), Tomas Fujiwara (The Air Is Different 2012, March 2022), Susan Alcorn (Pedernal, 2020), Myra Melford (For the Love of Fire and Water, 2022) und Trevor Dunns Trio Convulsant (Séances, 2022) und Adam O’Farrill (For These Streets, 2025) an Plattenproduktionen beteiligt.
2019 wurde Halvorson MacArthur Fellow.

## Diskographische Hinweise

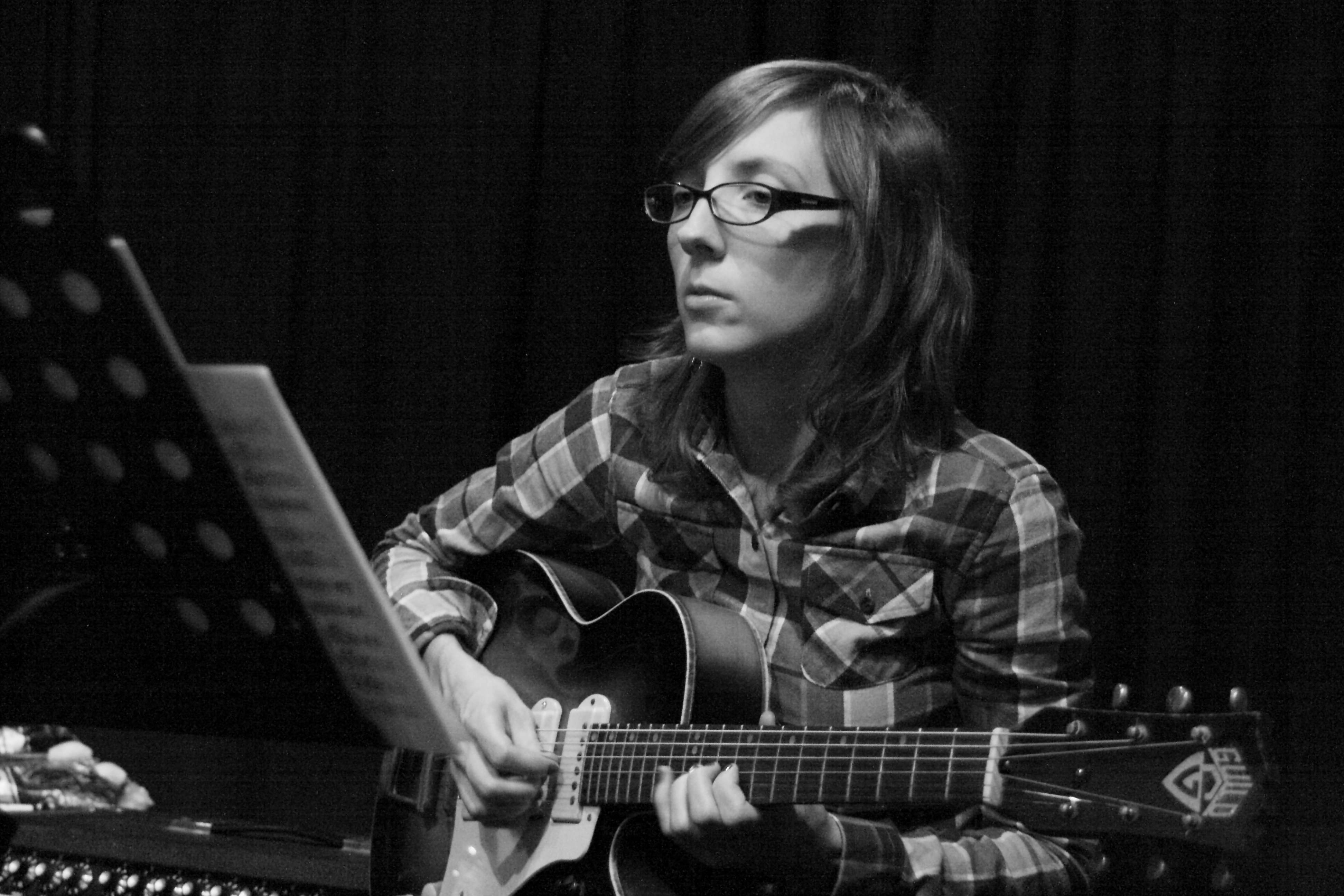
Mary Halvorson mit Anti-House im Club W71, Januar 2011

- Mary Halvorson & Jessica Pavone: Prairies (Lucky Kitchen, 2005)
- Mary Halvorson Trio: Dragon's Head (mit John Hébert, Ches Smith, Firehouse 12, 2008)
- Mary Halvorson, Jessica Pavone, Devin Hoff, Ches Smith: Calling All Portraits (Skycap Records 2008)
- Mary Halvorson & Jessica Pavone: Thin Air (Thirsty Ear / Al!ve 2009)
- Saturn Sings (Firehouse 12, 2009)
- Mary Halvorson, Reuben Radding, Nate Wooley: Crackleknob (Hatology, 2009)
- Mary Halvorson/Hubert Bergmann: MixTour (Mudoks, 2010)
- Bending Bridges (Firehouse 12, 2012), mit Jonathan Finlayson, Jon Irabagon, John Hébert, Ches Smith
- Illusionary Sea (Firehouse 12), mit Jonathan Finlayson, Jon Irabagon, Ingrid Laubrock, Jacob Garchik, John Hébert, Ches Smith
- Stephan Crump / Mary Halvorson: Super Eight (Intakt Records, 2013)
- Mary Halvorson, Michael Formanek, Tomas Fujiwara: Thumbscrew (Cuneiform Records, 2014)
- Reverse Blue (Relative Pitch Records, 2014), mit Chris Speed, Eivind Opsvik, Tomas Fujiwara
- Titled Emerge (Intakt, 2015), mit Stephan Crump
- Hotel Grief (Intakt, 2015), als Tom Rainey Trio mit Ingrid Laubrock
- The Out Louds (Relative Pitch Records, 2016), mit Tomas Fujiwara, Ben Goldberg
- Greg Saunier/Mary Halvorson/Ron Miles: New American Songbook Vol I (Sound American, 2017)
- Sylvie Courvoisier & Mary Halvorson: Crop Circles (Relative Pitch, 2017)
- Mary Halvorson Quartet: Paimon: The Book of Angels Volume 32 (Tzadik, 2017)
- Elliott Sharp/Mary Halvorson/Marc Ribot: Err Guitar (Intakt, 2017)
- The Maid with the Flaxen Hair — A Tribute to Johnny Smith (Tzadik, 2018)
- Code Girl (Firehouse 12 Records, 2018)
- Thumbscrew: Ours und Theirs (Cuneiform, 2018), mit Tomas Fujiwara, Michael Formanek
- Mary Halvorson / Joe Morris: Traversing Orbits (RogueArt, 2018)
- Michael Formanek Vry Practical Trio: Even Better (2019)
- Mary Halvorson / John Dieterich: A Tangle of Stars (New Amsterdam, 2019)
- Mary Halvorson's Code Girl: Artlessly Falling (Firehouse 12, 2019)
- Thumbscrew: The Anthony Braxton Project (2020)
- Thumbscrew: Never Is Enough (2021), mit Michael Formanek, Tomas Fujiwara
- Mary Halvorson Quartet: John Zorn’s Bagatelles Vol. 1 (Tzadik Records, 2021)
- Sylvie Courvoisier & Mary Halvorson: Searching for the Disappeared Hour (Pyroclastic, 2021)
- Amaryllis / Belladonna (Nonesuch Records, 2022)[4]
- Thumbscrew: Multicolored Midnight (2022), mit Michael Formanek, Tomas Fujiwara
- Nate Wooley & Columbia Icefield: Ancient Songs of Burlap Heroes (2022)
- Illegal Crowns: Unclosing (Out of Your Head, 2023)
- Myra Melford Fire and Water Quintet: Hear the Light Singing (RogueArt, 2023)
- Cloudward (Nonesuch Records, 2024)
- Thumbscrew: Wingbeats (Cuneiform, 2024)
- About Ghosts (Nonesuch/Warner, 2025)
- Ches Smith: Clone Row (2025)